# نیکیتا کاتسالاپوف
نیکیتا کاتسالاپوف (روسی: Никита Геннадьевич Кацалапов؛ زادهٔ ۱۰ ژوئیهٔ ۱۹۹۱) رقصنده روی یخ اهل روسیه است.
وی همچنین برندهٔ جوایزی همچون نشان دوستی شده‌است.